# La guerre dans le Haut Pays
La guerre dans le Haut Pays es una película de drama romántico de guerra coproducida internacionalmente de 1999 dirigida por Francis Reusser y protagonizada por Marion Cotillard. La película fue seleccionada como la entrada suiza a la Mejor Película en Lengua Extranjera en la 71.ª edición de los Premios Óscar, pero no fue aceptada como nominada. La película está basada en la novela homónima de 1915 de Charles-Ferdinand Ramuz sobre Suiza en la era napoleónica.

## Reparto
- Marion Cotillard como Julie Bonzón
- Yann Trégouët como David Aviolat
- François Marthouret como Josias Aviolat
- Antoine Basler como Ansermoz
- Patrick Le Mauff como Tille
- Jacques Michel como Jean Bonzón
- Jean-Pierre Gos como Pastor